# О’Нил, Кон (актёр)
Роберт Филипп О’Нил (англ. Con O'Neill; род. 15 августа 1966 года, Уэстон-супер-Мэр, Сомерсет, Великобритания) — английский актёр и певец.

## Биография
Кон О’Нил начал свою актёрскую карьеру в Ливерпуле в Everyman Youth Theatre.
Был удостоен театральной премии Лоренса Оливье в 1988 году «за лучшую мужскую роль в мюзикле» за роль в мюзикле» «Братья по крови», и был номинирован на премию «Тони» в 1993 году как лучший актёр (мюзикл) за тот же мюзикл.
В 2008 году О’Нил появился в ТВ-драме Уголовное правосудие из пяти частей на Би-би-си, играя роль Ральфа Стоуна. Он сыграл роль Джо Мика в фильме 2008 года. В 2011 году он взял на себя роль рабочего доков Эдди Карбона в пьесе «A View From the Bridge» в Королевском театре Обмена в Манчестере (с 18 мая по 25 июня 2011 года). За эту выиграл Манчестерскую театральную премию (2011) в номинации лучший актёр.
О’Нил сыграл святого Павла в 2013 году мини-сериале «Библия». В 2016 году О’Нил сыграл роль Джо Брирли во второй серии сериала «Обычной лжи» и появился в двух эпизодах «Доктора Кто». 
В 2019 в сериале «Чернобыль» сыграл директора Виктора Брюханова.
В 2022 году снялся в фильме «Бэтмен» сыграл шефа полиции Готэма Маккензи Бока. Также в 2022-2023 годах играл Иззи Хэндса, одну из главных ролей, в сериале «Наш флаг означает смерть».